# Tubercle

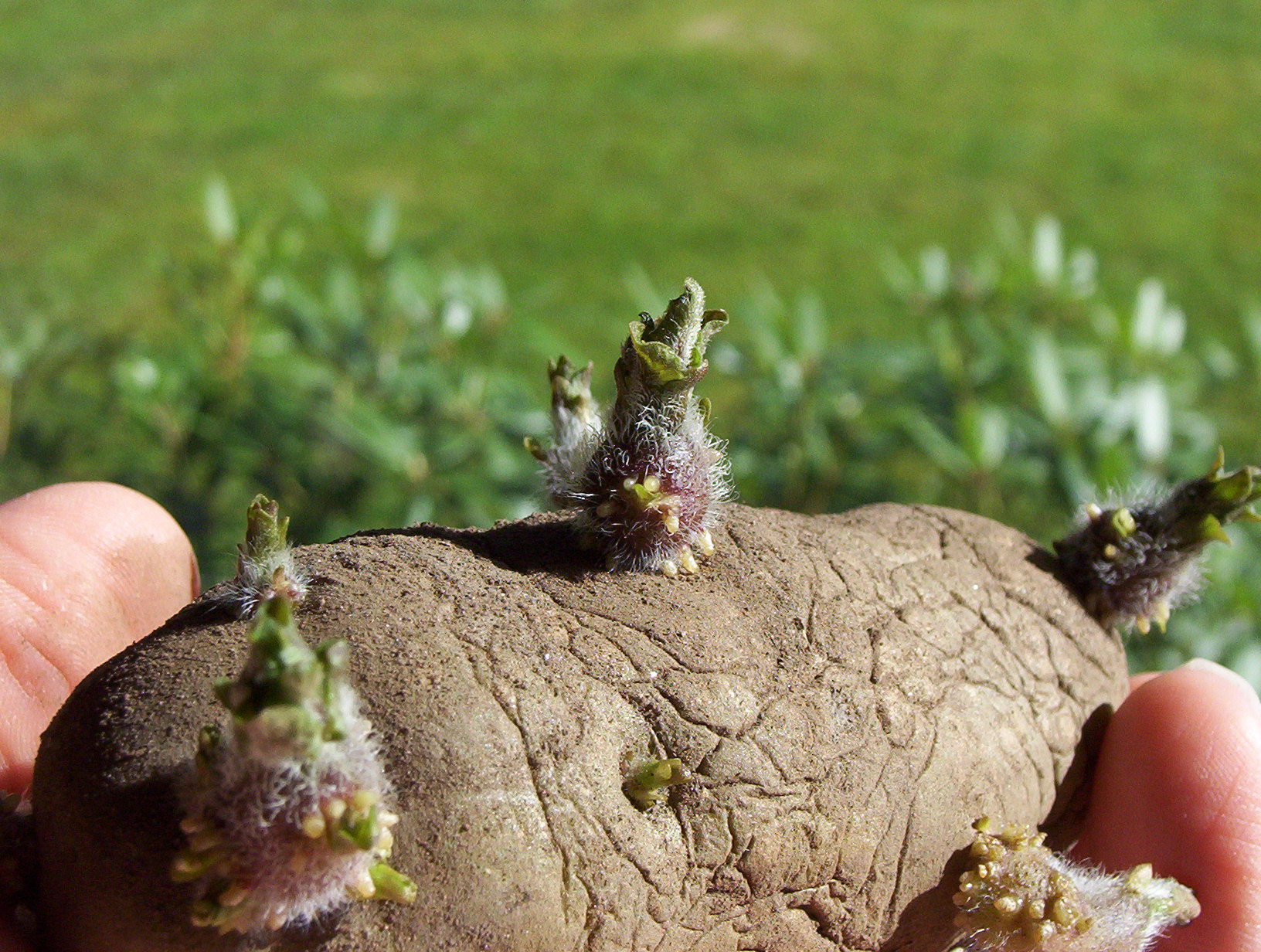
Patata amb les gemmes germinades

Els tubercles o tubèrculs, en botànica, són diversos tipus d'estructures modificades en les plantes que s'engrandeixen per emmagatzemar nutrients. La planta els usa per sobreviure a l'hivern o als mesos secs i proporcionar energia i nutrients per tornar a créixer durant l'estació de creixement següent. També és un sistema per la reproducció asexual.
Hi ha tant tubercles de tija (tubercles caulinars) com tubercles d'arrel (tubercles radiculars o arrels tuberoses).

## Etimologia
Etimològicament Tubercle deriva del diminutiu del llatí: Tuber amb el significat d'inflament.
Alguns escriptors defineixen el terme «tubercle» com a només estructures derivades de tiges; altres utilitzen el terme per a estructures derivades de tiges o arrels.

## Tubercles caulinars
Un tubercle caulinar (tubercle de la tija) es forma per un engruiximent dels rizomes o estolons. La punta o la vora del tubercle produeix brots que creixen dins tiges normals i fulles i la part de sota produeix arrels. Es tendeixen a formar en la part lateral de la planta progenitora i sovint es localitzen prop de la superfície del sòl. La tija caulinar de sota terra normalment és un òrgan d'emmagatzematge de vida curta desenvolupat a partir d'un brot d'una planta madura. L'emergència de nous tubercles està unida a un tubercle progenitor o es forma al final d'un rizoma hipogeogènic. A la tardor tota la planta mor excepte els nous tubercles caulinars que tenen una gemma dominant, la qual a la primavera tornarà a fer créixer un nou brot que produirà tiges i fulles, a l'estiu es formaran més tubercles. Algunes plantes produeixen petits tubercles que fan com de llavors i produeixen petites plantes que són com les plàntules de llavor. Alguns tubercles viuen molt de temps (com en la Begònia), però la majoria no.
Els tubercles caulinars generalment s'inicien con un engrandiment de la part de l'hipocòtil però de vegades també inclou el primer nus o els dos de l'epicòtil i la secció superior de l'arrel. El tubercle caulinar té una orientació vertical amb una o poques gemmes vegetatives a dalt i arrels fibroses n la secció basal de sota, típicament el tubercle caulinar té una forma oblonga arrodonida.
La Begònia tuberosa i el Cyclamen produeixen tubercles caulinars.
La planta enfiladissa, Anredera cordifolia, produeix tubercles caulinars aeris, els quals cauen a terra i creixen. Plectranthus esculentus de la família Lamiaceae, produeix tubercles sota terra que pesen fins a 1,8 kg cadascun.

### Patates
Les patates són tubercles caulinars els quals provenen d'estolons engrandits i són un òrgan de reserva.
El tubercle de la patata té totes les parts d'una tija normal, incloent els nusos i els entrenusos, els nusos són els ulls de la patata i cadascun d'ells té una cicatriu foliar. Els nusos o ulls estan disposats de forma espiral que comença en el punt oposat de la unió amb l'estoló. La gemma terminal es produeix en el punt més allunyat de la unió amb l'estoló i el tubercle mostra la mateixa dominància apical que la tija normal. Internament un tubercle és ple de midó emmagatzemat en cèl·lules del parènquima engrandides; també internament el tubercle té l'estructura típica de qualsevol tija.

## Arrel tuberosa

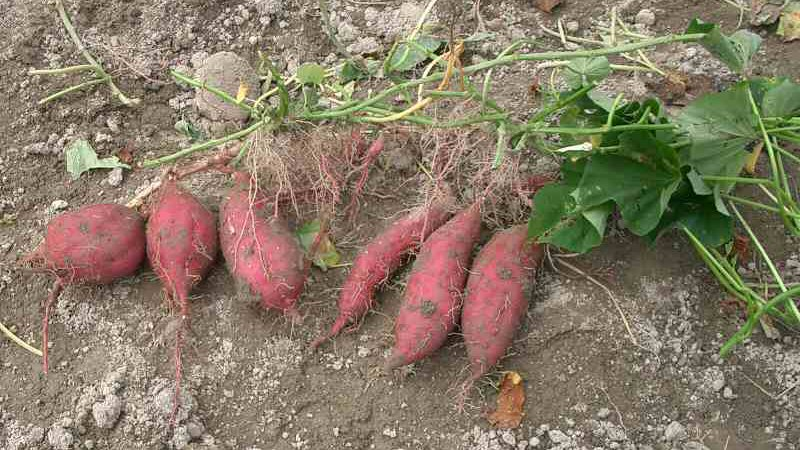
Tubercles de moniato.

Una rel tuberosa o rel d'emmagatzematge, és una rel lateral modificada, engrandida per a funcionar com a òrgan de reserva. La zona engrandida d'una rel tuberosa pot ser produïda al final o al mig d'una rel o implicar tota la rel. Així és diferent en origen però de funció similar al tubercle de tija. Exemples de plantes amb rels tuberoses inclouen el moniato, tapioca, nyam i dàlia.
L'engrandiment massiu de les rels secundàries del moniato (Ipomoea batatas), té les estructures, externes i internes, dels teixits d'una arrel normal, produeixen rels adventícies i tiges que al seu torn produeixen arrels adventícies.
En les rels tuberoses no hi ha ni nusos ni entrenusos ni tampoc fulles reduïdes. Tenen un final anomenat final proximal que és el lloc per on estaven unides a la planta i on hi ha el teixit que produeix les gemmes que formaran noves tiges i noves fulles. L'altre final s'anomena distal i normalment produeix arrels sense modificar. Les arrels tuberoses són de durada biennal.
Els tubercles d'arrel són menjats pels animals. Per exemple, en el cas dels del gènere Sagittaria són els ànecs els que se'ls mengen.